# Jackknife
Jackknife – polski zespół rockowy utworzony w lutym 2008 roku w Stalowej Woli, założony przez gitarzystę Tomasza Gutkę.

## Historia
Jackknife powstał w 2008 roku w Stalowej Woli i tworzy muzykę rockową. Mimo młodego wieku muzyków, zespół zagrał około 300 koncertów oraz zdobył 17 nagród na festiwalach ogólnopolskich. W 2010 roku zespół Jackknife był fiinalistą międzynarodowego festiwalu Carpathia. W kwietniu 2010 roku zespół wydał własnym nakładem płytę „Pierwsze Rozdanie” zawierającą 9 utworów. W 2013 roku Jackknife wydał album "Echokardia" oraz promujący go teledysk do utworu "Moja Siła".

## Muzycy
- Tomasz Gutka – gitara
- Aleksandra Polnicka – wokal
- Jakub Staniszewski – gitara basowa
- Michał Skóra – perkusja

## Dyskografia
- 2013 "Echokardia"
- 2010 "Pierwsze Rozdanie"

- 2012 EP "EP2012"
- 2009 EP "Demonstracja"

## Wybrane Sukcesy
-Wrzesień 2012 - pierwsze miejsce na festiwalu Rock Alert Festiwal 2012

-Sierpień 2012 - utwór "Noc" dwa razy z rzędu trafia na pierwsze miejsce listy "Podkarpackiej Sceny Przebojów" Polskiego Radia Rzeszów, bezpośrednio z poczekali.

-Sierpień 2012 - zespół skomponował dżingiel reklamowy dla Rzeszowskiego Przeglądu Autorskiego 2012 

-Grudzień 2011 - koncert w studio Radia Rzeszów emitowany na żywo na antenie

-Październik 2011 - 2. miejsce i wyróżnienie w przeglądzie zespołów rockowych w Wieliczce

-Październik 2011 - finał festiwalu RZEPA 2011 (Rzeszowski Przegląd Autorski)

-Czerwiec 2011 - finał ogólnopolskiego festiwalu Miasto Rocka

-Sierpień 2010 - czwarte miejsce w festiwalu Rock Autostrada 2010

-Ostrowiec Świętokrzyski lipiec 2010 - wyróżnienie i nagroda w festiwalu Wielki Ogień im. Miry Kubasińskiej

-Lipiec 2010 - w lipcowym numerze miesięcznika "Top Guitar" artykuł prezentujący zespół

-Maj 2010 - znalezienie się w finale międzynarodowego festiwalu "Carpathia Festiwal 2010"

-Maj 2010 - pojawienie się na rynku debiutanckiej płyty pt.: "Pierwsze rozdanie"

-Kwiecień 2010 - Łazy, "Jura Rock Festival", nagroda indywidualna dla Tomka "osobowość festiwalu - najlepszy gitarzysta"

-Kraków grudzień 2009 - finałowa szóstka festiwalu rockowego "dachOOFka 2009"

-Warszawa listopad 2009 - Udział na zaproszenie TVP w pikniku "Dotknij NIepodległości" na dziedzińcu 
Muzeum Wojska Polskiego z okazji rocznicy odzyskania niepodległości transmitowanego 
przez TVP1, TVP2, TVP info, TVP historia

-Dębica sierpień 2009 – Wyróżnienie w "Rockowej Potyczce na Dźwięki"

-Ostrowiec Świętokrzyski lipiec 2009 – wyróżnienie za najlepsze wykonanie utworu Miry Kubasińskiej na festiwalu 
"Wielki Ogień" poświęconym jej pamięci

-Syców maj 2009 – Finałowa szóstka "Syców Rock Festiwal"

-Lubaczów maj 2009 – II miejsce na "Roztocze Rock Festiwal"

-Wrocław marzec 2009 - I miejsce w VIII eliminacji przeglądu "WROCK 2009"

-Nisko sierpień 2008 – I miejsce w przeglądzie "Młodzi Realizują Marzenia"